# 3-pentanonă
3-pentanona (denumită și dietilcetonă) este un compus organic cu formula chimică (C2H5)2CO. Este o cetonă simetrică, fiind formată din două grupe etil legate de carbonil. Este un compus incolor, lichid, cu un miros similar cu cel de acetonă. Este miscibilă cu solvenți organici.

## Obținere
3-pentanona poate fi obținută în urma unui proces de decarboxilare a acidului propanoic, utilizând catalizatori oxizi metalici:
{\displaystyle {\ce {2 CH3CH2CO2H -> (CH3CH2)2CO + CO2 + H2O}}}
În laborator, reacția poate să fie realizată într-un cuptor tubular.

## Utilizări
3-pentanona este utilizată ca precursor pentru sinteza vitaminei E.